# Mark McMorris
Mark McMorris (Regina, 9 dicembre 1993) è uno snowboarder canadese.
È uno specialista delle discipline freestyle big air e slopestyle, nel suo palmares figurano tre medaglie di bronzo olimpiche, tre medaglie iridate, tra le quali una d'oro, e ventiquattro medaglie agli X Games.

## Biografia
Mark McMorris è nato a Regina, nella provincia canadese del Saskatchewan. È figlio di Don McMorris, politico della provincia e contadino, e di Cindy McMorris, infermiera. Il fratello Craig McMorris, di due anni più grande di lui, era anch'egli uno snowboarder professionista, ora inattivo. I due si sono allenati e hanno gareggiato insieme. McMorris ha iniziato con lo skateboard, per poi passare allo snowboard e al wakeboard, ma ha più tardi deciso di concentrarsi principalmente nella disciplina sulla neve. Possiede diversi tatuaggi, tra i quali uno che rappresenta il Saskatchewan, la sua provincia d'origine.

## Carriera
Attivo in gare FIS dal gennaio 2007 Mark McMorris ha esordito in Coppa del Mondo di snowboard il 23 gennaio 2010 a Québec, in big air, giungendo 8º; la settimana successiva ha conquistato la prima vittoria, nonché il suo primo podio nel massimo circuito, imponendosi nello slopestyle tenutosi a Calgary.
Ha partecipato all'edizione dei Giochi olimpici invernali di Soči 2014, occasione nella quale ha conquistato la medaglia di bronzo nello slopestyle. McMorris si è poi ripetuto quattro anni dopo vincendo nuovamente il bronzo a Pyeongchang 2018, sempre nello slopestyle. Durante la stessa olimpiade non è riuscito ad esprimersi al meglio nel big air, dove si è classificato 10°. A Pechino 2022, ha nuovamente vinto il bronzo nello slopestyle.
Nel corso della sua carriera, Mark McMorris ha subito diversi infortuni, di media e seria entità. Durante gli X Games di Aspen 2014 McMorris puntava a ottenere la sua terza medaglia d'oro nello slopestyle alla manifestazione, ma durante la terza ed ultima run, mentre si apprestava ad eseguire un Frontside 180° In per affrontare un rail, lo snowboarder colpì con la tavola il rail e ricadde con il costato sullo stesso, rompendosi una costola. L'atleta riuscì a scendere dal rail sulla tavola, ma si piegò a lato della pista dal dolore. McMorris chiuse al secondo posto la competizione, dietro al connazionale Max Parrot. Incredibilmente, lo snowboarder canadese riuscì a prendere parte ai Giochi olimpici invernali di Soči 2014 solo una decina di giorni dopo, dolorante e con la frattura tutt'altro che guarita, e vinse la medaglia di bronzo nello slopestyle. Due anni dopo, nel febbraio 2016, durante il Shaun White's Air + Style Big Air a Los Angeles, subì un grave infortunio alla gamba destra. Dopo avere effettuato un Frontside Triple Cork 1440° in aria sul big air, McMorris non riuscì a fermare correttamente la rotazione della tavola in atterraggio e nella discesa verso la zona di arrivo s'incastrò nella neve e lo snowboarder venne proiettato in avanti, cosa che gli causò la rottura del femore della gamba destra. Il lungo ricovero dall'infortunio non gli permise di rimettere piede sulla tavola prima del luglio dello stesso anno, quando riprese ad andare in snowboard con degli amici in Australia. Nel marzo del 2017 McMorris subì un pericoloso incidente che quasi gli costò la vita. L'atleta stava praticando con degli amici snowboard backcountry nei pressi di Whistler, nella Columbia Britannica, McMorris (probabilmente anche a causa delle cattive condizioni meteorologiche, caratterizzate dalla nebbia) non riuscì a mantenere la corretta linea di discesa e si schiantò in un gruppo di alberi: si ruppe la mascella, il braccio sinistro, la milza, il bacino, varie parti del costato e subì il collassamento del polmone sinistro. Venne ricoverato al Vancouver General Hospital, e si rimise completamente dopo essere stato sottoposto con successo a due operazioni, riuscendo l'anno successivo a vincere nuovamente i bronzo olimpico.
McMorris nel corso della sua carriera ha ottenuto anche tre medaglie ai Campionati mondiali di snowboard, ossia un oro nel big air ad Aspen 2021 e due argenti nello slopestyle, a Stoneham 2013 e a Park City 2019). Ha inoltre vinto ventuno medaglie ai Winter X Games, delle quali dieci ori, otto argenti e tre bronzi, risultando uno degli atleti in attività più titolati nella manifestazione.
Lo snowboarder canadese è noto per essere riuscito a chiudere per primo alcuni difficili trick. Nel marzo 2011, durante le riprese del video "Park Session" per la rivista statunitense Transworld Snowboarding, McMorris riuscì ad eseguire un Backside Triple Cork 1440°, divenendo la prima persona a riuscirci. Più recentemente, il 28 aprile 2018, divenne il primo a portare a termine Double Cork su un rail, chiudendo un Front-Board Double Cork 1170° con Melancholy grab.

## Palmarès

### Olimpiadi
- 3 medaglie:
  - 3 bronzi (slopestyle a Soči 2014; slopestyle a Pyeongchang 2018; slopestyle a Pechino 2022)

### Mondiali
- 3 medaglie:
  - 1 oro (big air ad Aspen 2021)
  - 2 argenti (slopestyle a Stoneham 2013; slopestyle a Park City 2019)

### Winter X Games
- 25 medaglie:
  - 11 ori (big air e slopestyle ad Aspen 2012; slopestyle ad Aspen 2013; big air e slopestyle ad Aspen 2015; slopestyle ad Aspen 2016; big air ad Hafjell 2017; slopestyle ad Aspen 2019; big air ad Hafjell 2020; slopestyle ad Aspen 2022; slopestyle ad Aspen 2023)
  - 11 argenti (slopestyle ad Aspen 2011; slopestyle a Tignes 2012; big air ad Aspen 2013; slopestyle a Tignes 2013; slopestyle ad Aspen 2014; big air ad Aspen 2016; big air ad Aspen 2019; big air ad Aspen 2020; slopestyle ad Hafjell 2020; slopestyle ad Aspen 2024; slopestyle ad Aspen 2025)
  - 3 bronzi (big air e slopestyle ad Aspen 2017; slopestyle ad Aspen 2018)

### Coppa del Mondo
- Vincitore della Coppa del Mondo di freestyle nel 2017
- Vincitore della Coppa del Mondo di big air nel 2017
- Miglior piazzamento nella Coppa del Mondo di slopestyle: 3° nel 2017
- 9 podi:
  - 4 vittorie
  - 3 secondi posti
  - 2 terzi posti

#### Coppa del Mondo - vittorie
| Data             | Luogo    | Paese         | Disciplina |
| ---------------- | -------- | ------------- | ---------- |
| 30 gennaio 2010  | Calgary  | Canada        | SS         |
| 26 novembre 2016 | Alpensia | Corea del Sud | BA         |
| 11 febbraio 2017 | Québec   | Canada        | BA         |
| 25 novembre 2017 | Pechino  | Cina          | BA         |

Legenda:

SS = slopestyle 
 BA = big air